# Oedipoda germanica
Oedipoda germanica är en insektsart som först beskrevs av Pierre André Latreille 1804.  Oedipoda germanica ingår i släktet Oedipoda och familjen gräshoppor.
En mer sammanhängande population förekommer från södra Tyskland över västra Österrike och Schweiz till södra Frankrike och norra Spanien. Flera glest fördelade populationer hittas i centrala och norra Frankrike samt i Tjeckien. Förekomsten i Alperna behöver bekräftelse. Denna gräshoppa vistas i landskap med klippor och stenar samt med glest fördelad växtlighet. Arten hittas bland annat vid bergsluttningar, vid vattendragens kant, vid grustäkt och vid stenbrott.
Beståndet hotas av landskapsförändringar samt av intensivt bruk av betesmarker och av vinodling. I norra delen av utbredningsområdet blev Oedipoda germanica ganska sällsynt. I andra regioner är populationen fortfarande stor. IUCN listar arten som livskraftig (LC).

## Underarter
Arten delas in i följande underarter:
- O. g. meridionalis
- O. g. kraussi
- O. g. pyrenaica
- O. g. germanica

## Bildgalleri

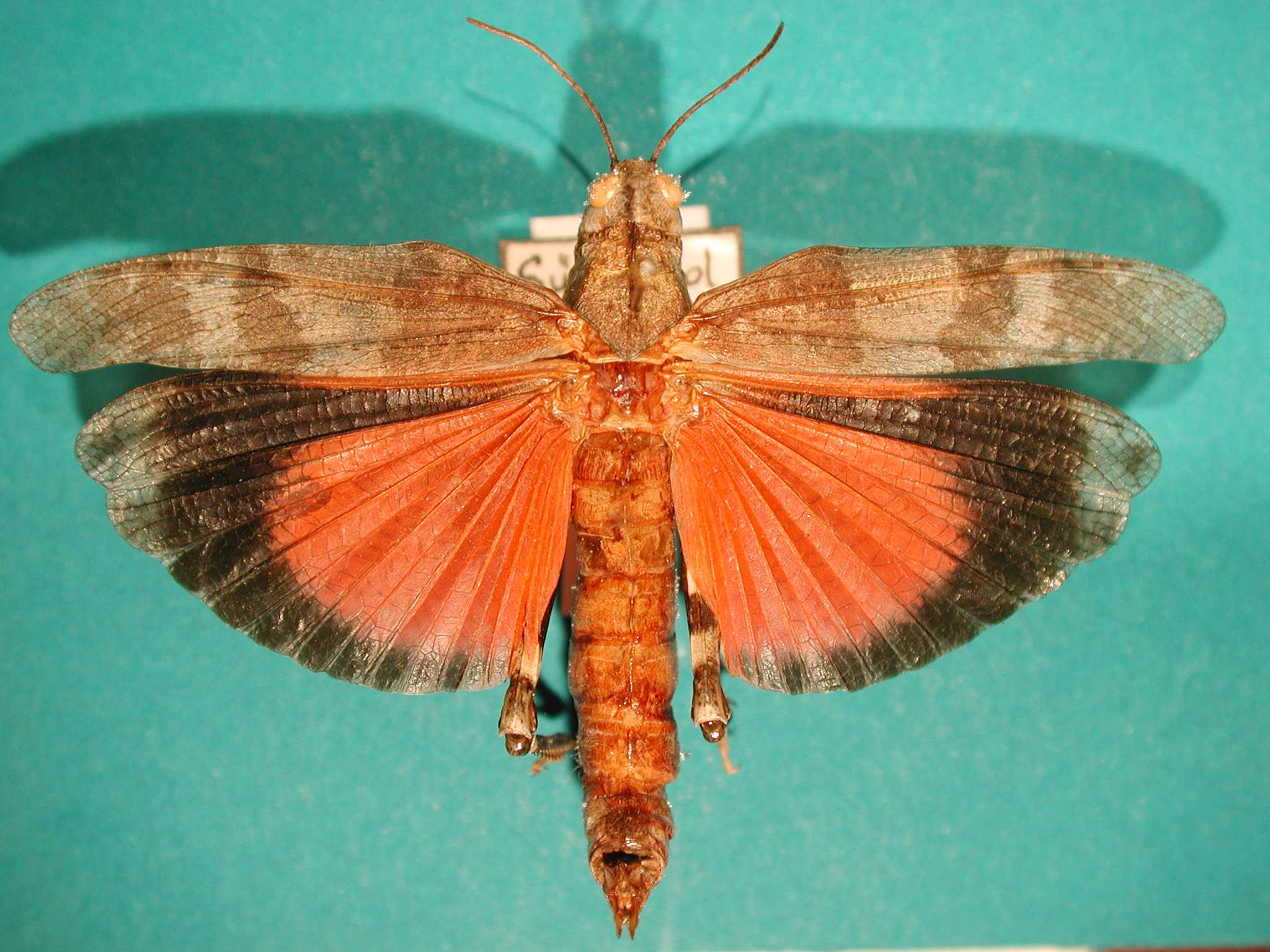
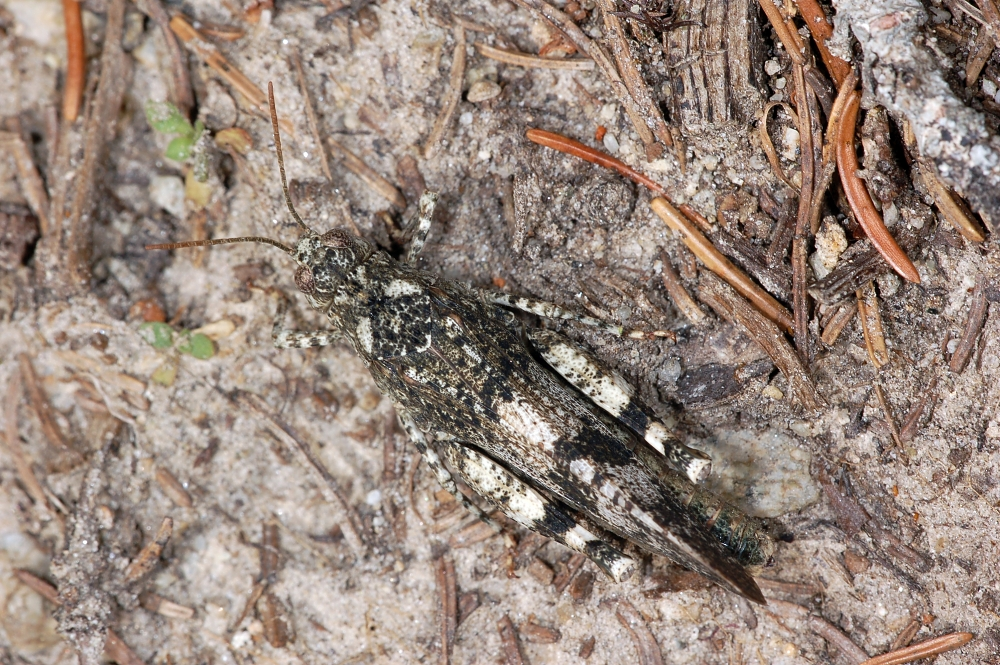
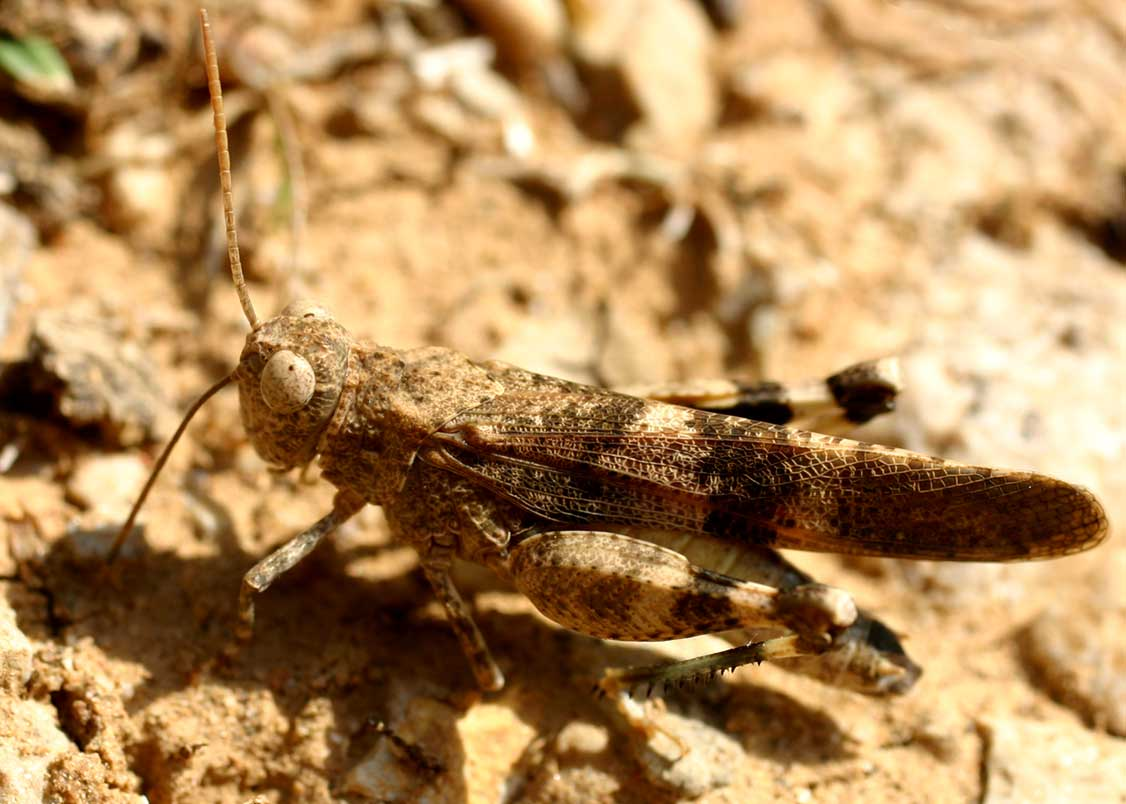
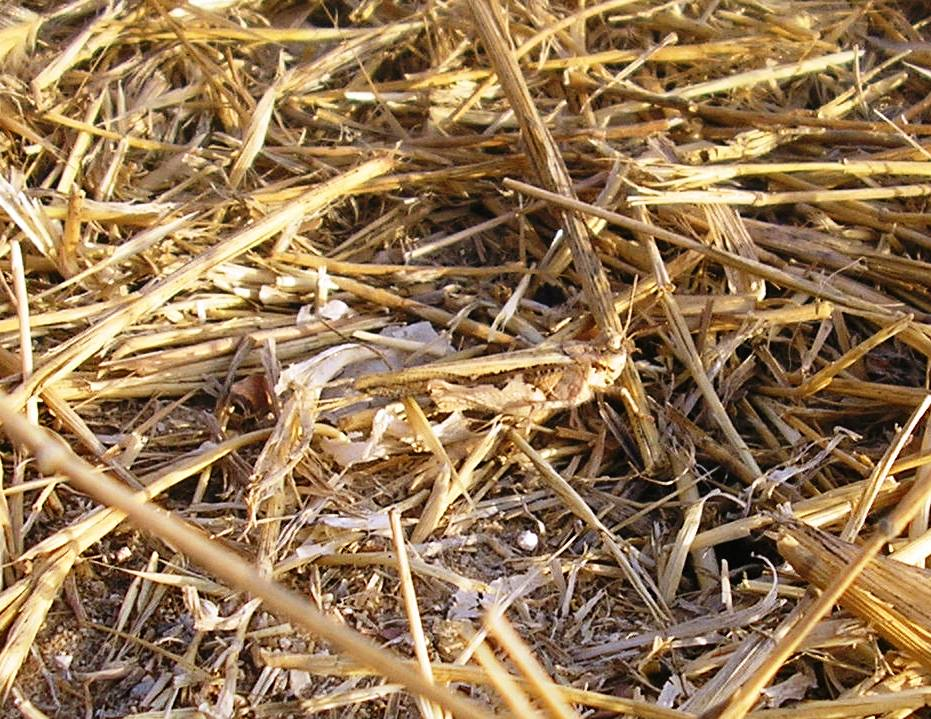
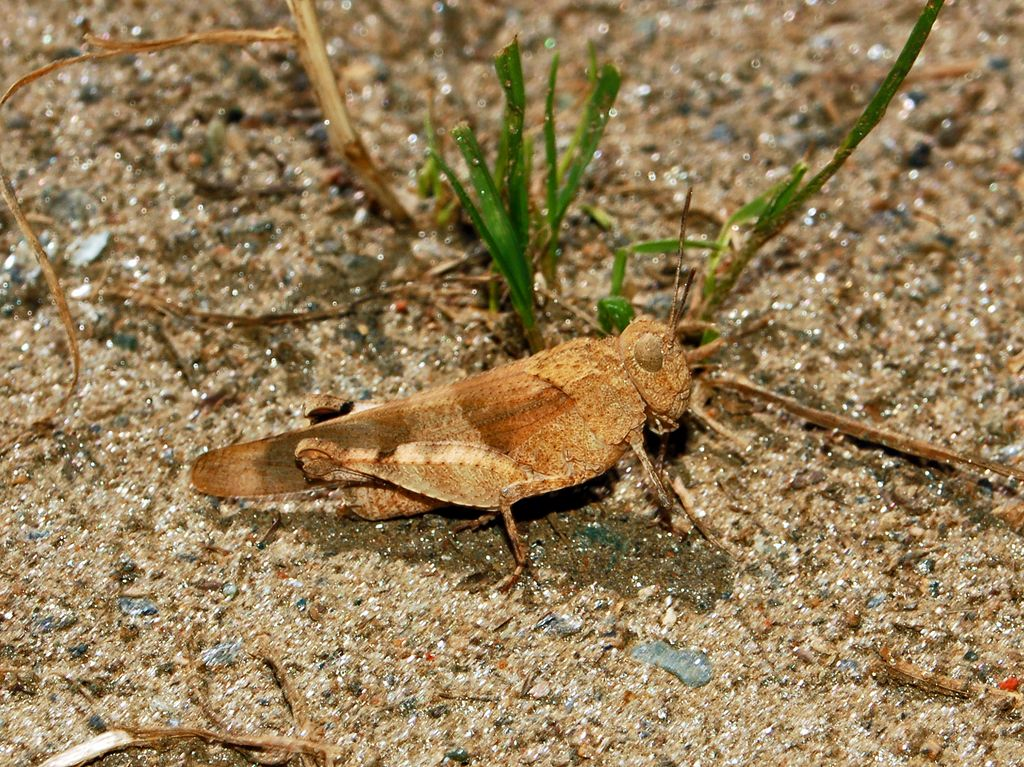
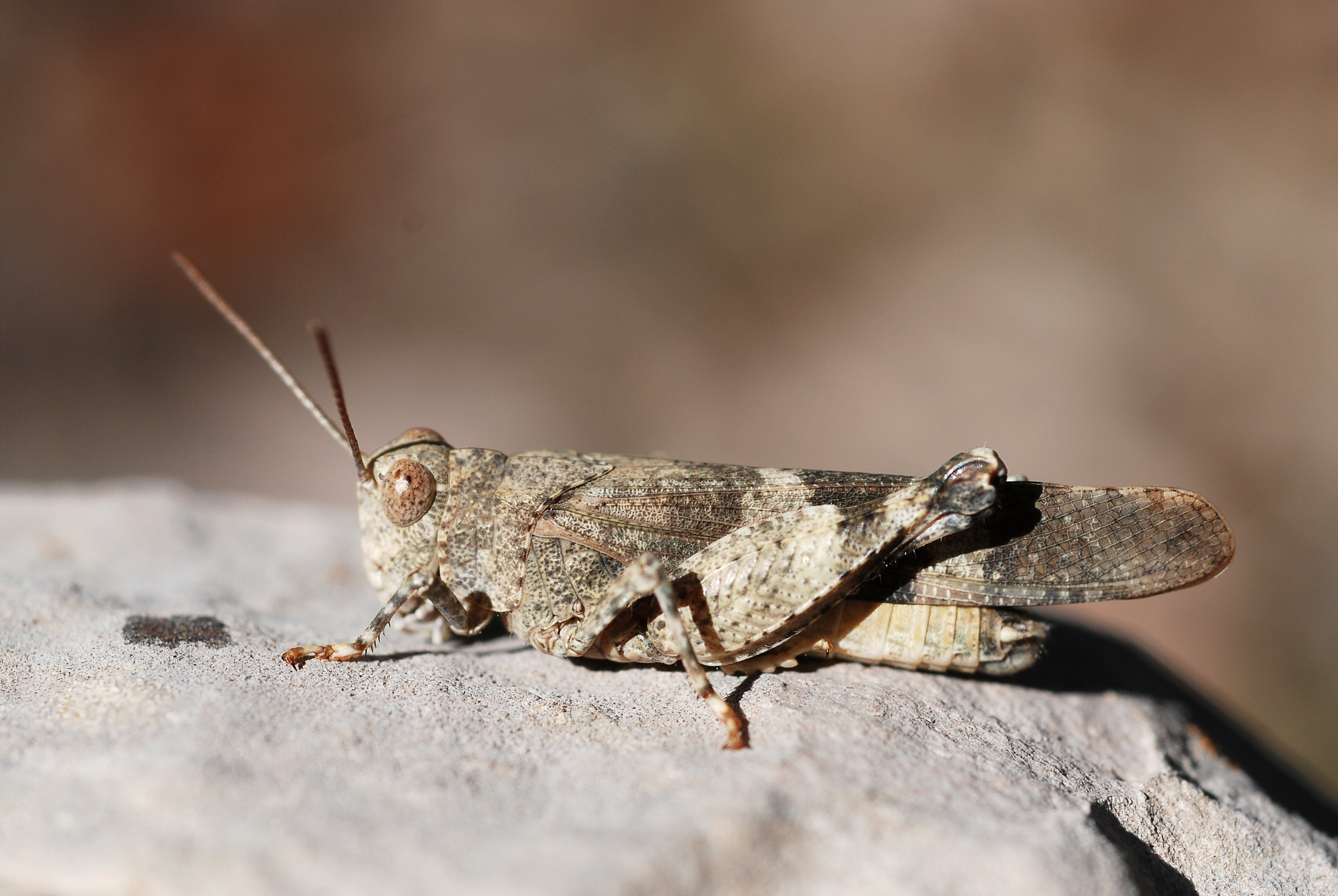